# بيرمنغنات البوتاسيوم
فوق منغنات البوتاسيوم (أو بيرمنغنات البوتاسيوم) هو مركب كيميائي صيغته الكيميائية KMnO4
وفي هذا الملح يكون المنغنيز في حالة الأكسدة +7، وهي أعلى حالة أكسدة لذلك العنصر، من هنا أتت السابقة "فوق (per)"، وهو يسمى أيضا برمنغنات ملح القلي. ويكون على شكل بلورات بنفسجية محمرة، لها بريق معدني.
يعتبر أيون البرمنغنات عامل مؤكسد قوي وهو له القدرة على الذوبان في الماء ليعطي محلول ذو لون قرمزي غامق، وتبخيره يعطي بلورات قرمزية-سوداء موشورية.

## الخواص

### الخواص العامة
- بلورات برمنغات البوتاسيوم لها بنية بلورية من النمط المعيني القائم، وتكون ثوابت الشبكة البلورية كالتالي: a = 910.5 pm وb = 572.0 pm وc = 742.5 pm ، في حين أن طول الرابطة Mn-O تبلغ 162.9 بيكومتر.
- ينحل فوق منغنات البوتاسيوم بشكل جيد في الماء، وتكون محاليله ذات لون لون قرمزي غامق. يستخدم حمض الأكساليك من أجل تقييس تلك المحاليل وذلك في الكيمياء التحليلية.[5]
- عند تسخين بلورات فوق منغنات البوتاسيوم إلى درجات حرارة تصل إلى 240°س يتفكك المركب إلى كل من منغنات البوتاسيوم وأكسيد المنغنيز الرباعي (ثنائي أكسيد المنغنيز) وأكسيد البوتاسيوم، ويطلق غاز الأكسجين [6] حسب المعادلة التالية:

10KMnO4 –Δ→ 3K2MnO4 + 7MnO2 + 2K2O + 6O2
ويؤدي التسخين إلى درجات حرارة أعلى إلى تفكك المنغنات أيضاً:
2K2MnO4 –Δ→ 2MnO2 + K2O + O2

### الخواص المؤكسدة

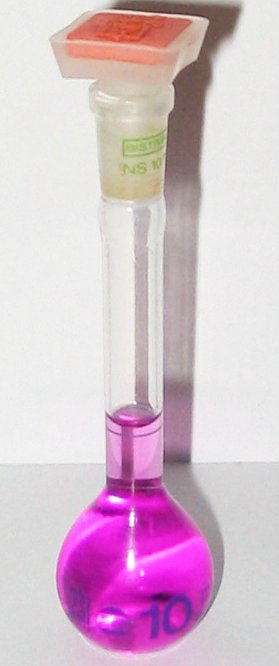
محلول مائي من KMnO_{4} في دورق حجمي

يتميز فوق منغنات البوتاسيوم بخواصه المؤكسدة القوية، وذلك لأن المنغنيز يكون بأعلى حالة أكسدة له. لذلك فإن أغلب تفاعلاته الكيميائية مع المركبات المختلفة تتأثر بتلك الخاصية، وذلك عند التفاعل مع كل من:

#### الأحماض
يتأكسد حمض هيدروكلوريك ليعطي غاز الكلور، وبشكل مشابه يتفاعل فوق منغنات البوتاسيوم مع حمض الكبريتيك المركز بتفاعل أكسدة ليعطي أكسيد المنغنيز السباعي (سباعي أكسيد المنغنيز) Mn2O7، ويمكن أن يكون هذا التفاعل انفجارياً. يمكن لتفاعل فوق المنغنات مع حمض الكبريتيك أن يعطي غاز الأوزون حسب المعادلة:
6 KMnO4 (aq) + 9 H2SO4 (aq) → 6 MnSO4 (aq) + 3 K2SO4 (aq) + 9 H2O (l) + 5 O3 (g)
إلا أنه يجب أخذ الحيطة والحذر عند إجرائه.

#### المركبات اللاعضوية
يؤكسد فوق منغنات البوتاسيوم أيونات الحديد الثنائي إلى الثلاثي، كما يؤكسد أيونات الكبريتيت إلى أيونات الكبريتات، ويكون مخطط الأكسدة-اختزال للمثال الأخير كالتالي:
| {\displaystyle \mathrm {{\overset {\underset {+IV}{}}{\ S}}O_{3}^{2-}+3\ H_{2}O} }             | {\displaystyle \mathrm {\longrightarrow } } | {\displaystyle \mathrm {{\overset {\underset {+VI}{}}{\ S}}O_{4}^{2-}+2\ e^{-}+2\ H_{3}O^{+}} } | {\displaystyle \mathrm {\|\cdot 5} } |  |
| {\displaystyle \mathrm {{\overset {\underset {+VII}{}}{Mn}}O_{4}^{-}+5\ e^{-}+8\ H_{3}O^{+}} } | {\displaystyle \mathrm {\longrightarrow } } | {\displaystyle \mathrm {\ {\overset {\underset {+II}{}}{Mn}}{}^{2+}+12\ H_{2}O} }               | {\displaystyle \mathrm {\|\cdot 2} } |  |
|                                                                                                |                                             |                                                                                                 |                                      |  |
| {\displaystyle \mathrm {5\ SO_{3}^{2-}+2\ MnO_{4}^{-}+6\ H_{3}O^{+}} }                         | {\displaystyle \mathrm {\longrightarrow } } | {\displaystyle \mathrm {5\ SO_{4}^{2-}+2\ Mn^{2+}+9\ H_{2}O} }                                  |                                      |  |

#### المركبات العضوية
بالنسبة للمركبات العضوية فإن فوق منغنات البوتاسيوم يؤكسد الرابطة المضاعفة في الألكينات ليعطي الحمض الكربوكسيلي الموافق.
CH3(CH2)17CH=CH2 + [O] → CH3(CH2)17COOH
كما يؤكسد الألدهيدات أيضاً إلى الأحماض الكربوكسيلية الموافقة، فعلى سبيل المثال فهو يؤكسد الهيبتانال إلى حمض الهيبتانويك.
C6H13CHO + [O] → C6H13COOH
كما أنه يؤكسد التولوين إلى حمض البنزويك 

## التحضير
يحضر مركب فوق منغنات البوتاسيوم من أكسيد المنغنيز الرباعي (ثنائي أكسيد المنغنيز) MnO2 والذي يتفاعل مع هيدروكسيد البوتاسيوم بوجود أكسجين الهواء ليعطي مركب منغنات البوتاسيوم K2MnO4، والذي يؤكسد إلى فوق منغنات كهربائياً (أكسدة مصعدية).
أما مخبرياً فيمكن تحضير المركب بأكسدة ثنائي أكسيد المنغنيز باستعمال مركب كلورات البوتاسيوم في وسط قلوي ومن ثم بتمرير غاز ثنائي أكسيد الكربون في المحلول.

## الاستخدامات

### التعقيم ومعالجة المياه
استخدم مركب فوق برمنغنات البوتاسيوم في السابق من أجل معالجة مياه الشرب مياه المسابح والخزانات. كما يمكن أن تستخدم محاليله المائية من أجل معالجة حالات متوسطة من مرض الفاقوع pompholyx، والتهاب الجلد Dermatitis (طفح). وفي حالات إصابة الأطراف بالفطريات.

### استخدامات طبية حيوية
- استعملت محاليل البرمنغنات فيما مضى من أجل علاج مرض السيلان، ويستعمل للآن من أجل علاج مرض داء المبيضات.[17]
- يؤدي حضن أنسجة مثبتة بفوق منغنات البوتاسيوم إلى منع أميلويد amyloid AA من تلطيخ صباغ أحمر الكونغو، في حين أن الأنواع الأخرى من الأميلويد لا تتأثر بذلك.[18][19]

### الاصطناع العضوي
يستعمل فوق منغنات البوتاسيوم من أجل الاصطناع العضوي للعديد من المركبات العضوية. فعلى سبيل المثال تستهلك كميات كبيرة منه لتحضير حمض الأسكوربيك وكلورامفينيكول والسكارين وحمض إيزو النيكوتينيك وحمض البيرازينويك.